# Josiane Chevalier
Pour les articles homonymes, voir Chevalier.
Josiane Chevalier, née 18 août 1957 à La Mure (Isère), est une ancienne haute fonctionnaire française. Elle est jusqu'au 29 septembre 2024 préfète de la région Grand Est, préfète de zone de défense et de sécurité Est, et préfète du Bas-Rhin.

## Biographie

### Formation
Josiane Chevalier est diplômée d'un DESS de management des politiques sociales avant d'intégrer l'IRA de Lyon.

### Carrière de début
Elle commence sa carrière en 1981, comme attachée de préfecture chargée de mission auprès du préfet de l’Ain, puis auprès du préfet de l’Isère de 1982 à 1986.
Par la suite, elle intègre le Conseil général de l’Isère et, de 1986 à 1993, endosse les fonctions de chef du service des affaires scolaires et universitaires au sein de cette structure.
En 1994, elle est promue (au choix) administratrice territoriale et est nommée sous-directrice de l’aide et des actions sociales puis directrice de la santé et de la solidarité du conseil général de l’Isère, fonction qu'elle exerce jusqu’en fin 2001.

### Carrière en tant que sous-préfète puis préfète
En 2002, elle entame sa carrière préfectorale qui la conduit à assumer successivement les fonctions de sous-préfète à Vitry-le-François en 2002, de secrétaire générale de la préfecture du Jura en 2004, de secrétaire générale de la préfecture de Savoie en 2006, de directrice de cabinet du préfet des Hauts-de-Seine en 2008 et enfin de secrétaire générale de la préfecture du Rhône en 2010. En 2012, elle obtient sa première nomination en tant que préfète dans le Tarn.
Par la suite, son parcours est marqué par une accession à des postes de préfets jusqu'alors attribués à des hommes. Elle devient ainsi en 2014 la première préfète des Pyrénées-Orientales (où elle est notamment chargée de la gestion d'importantes inondations en 2014) et en 2016, la première préfète de l’Essonne.
Sa nomination comme préfète de Corse du Sud en 2018 fait d'elle, là encore, la première femme de l’histoire à ce poste. Au cours de ses 20 mois en poste, elle aura des relations difficiles avec les nationalistes corses et s'engage notamment dans la lutte contre les fraudes agricoleset les occupations illégales du domaine maritime, mettant un terme à des années de pratiques illicites de la part de nombreux paillotiers.
En 2020, elle est nommée préfète de la Région Grand Est,(également première femme à ce poste), préfète de zone de défense et de sécurité Est, préfète du Bas-Rhin, succédant à Jean-Luc Marx. Ses débuts à ce poste sont marqués par la gestion de la crise sanitaire due à la Covid-19 particulièrement virulente dans le Grand Est,,. Elle porte plainte en octobre 2019 contre Dieudonné qui a proposé un spectacle malgré les mesures de restriction des rassemblements et fait part des résultats satisfaisants d'un contrôle des tests PCR aux frontières. En septembre 2020, sa décision concernant le port obligatoire du masque à Strasbourg fait polémique et son arrêté est annulé par le tribunal administratif de Strasbourg. Toutefois, à la suite de l'appel devant le Conseil d'État fait par le ministre des Solidarités et de la Santé, le juge des référés du Conseil d'État conclut à une nécessaire limitation des mesures prises par l'ordonnance du juge des référés du tribunal administratif de Strasbourg et enjoint Josiane Chevalier à limiter l'obligation du port du masque aux zones à forte densité de population.
Le 17 février 2020, elle est nommée présidente du Conseil d'administration de l'agence de l'eau Rhin-Meuse.
Le 29 septembre 2024, quitte officiellement ses fonctions de préfète de la région Grand Est, préfète de zone de défense et de sécurité Est, et préfète du Bas-Rhin, en faisant valoir ses droits à la retraite,.

### Autres fonctions
Josiane Chevalier a été trésorière (2009-2010) puis secrétaire de l’association du corps préfectoral et des hauts fonctionnaires du ministère de l’Intérieur (2010-2011).

## Récompenses et distinctions

### Décorations
- Commandeure de la Légion d'honneur 29/12/2023[24], officière le 31/12/2017, chevalière (2009).
- Commandeure de l'ordre national du Mérite. Faite chevalière en 2005, officière en 2013, elle est promue commandeure le 1er janvier 2021[25].
- Chevalière de l'ordre des Palmes académiques[10]
- Officier de l'ordre du Mérite agricole (2024)[26]
- Chevalière de l'ordre du Mérite maritime en octobre 2020[27].
- Médaille d'honneur de l'administration pénitentiaire, argent, le 14 juillet 2018 pour ses actions menées avec la maison d'arrêt de Fleury-Mérogis.